# ريتشموند كزافييه أمواكوه
ريتشموند كزافييه أمواكوه (بالإنجليزية: Richmond Xavier Amoakoh)‏ (من مواليد التاسع عشر من حزيران/يونيو 1987) هو ممثل وكاتب ومخرج كوميدي غاني. اشتهر ريتشموند في الداخل الغاني باسمِ لاوْيَر نتي وهو اسم شخصيةٍ خياليةٍ جسّدها في المسلسل التلفزيوني كيجيتيا مقابل ماكولا (بالإنجليزية: Kejetia vs Makola)‏.

## الحياة المُبكّرة والتعليم
وُلد ريتشموند كزافييه أمواكواه في التاسع عشر من حزيران/يونيو 1987 في مامبونغ، منطقة أشانتي بدولة غانا، وهو نتاجُ مدرسة الفنون المسرحية (بالإنجليزية: School of Performing Arts)‏ بجامعة غانا.

## المسيرة المهنيّة
بدأ ريتشموند كزافييه حياته المهنية في التمثيل عام 2007 عبر ظهوره في عددٍ من المسرحيات التي كانت تُعرض على المسارح المحليّة في غانا. أدى تألقه في المسلسل التلفزيوني الشهير كيجيتيا مقابل ماكولا (بالإنجليزية: Kejetia vs Makola)‏ حينما جسَّدَ دور لاير نتي إلى شهرتهِ الكبيرة التي مكّنته بعدها من الظهور في عددٍ من الأفلام والمسلسلات الغانية.

## الجوائز
- شخصية العام عام 2017 - جوائز نوغوكبو (بالإنجليزية: Nogokpo Awards)‏[11][12]
- الممثل الرئيسي في مسلسل كوميدي عام 2018 - جوائز أفلام غانا[13]
- اكتشاف العام 2018 - جوائز أفلام غانا[14]